# Contea di Musselshell
La contea di Musselshell (in inglese Musselshell County) è una contea del Montana. Il suo capoluogo amministrativo è Roundup.

## Geografia fisica
La contea ha un'area di 4.846 km² di cui lo 0,20 % è coperto d'acqua. Confina con le seguenti contee:
- Contea di Fergus - nord-ovest
- Contea di Petroleum - nord
- Contea di Rosebud - est
- Contea di Yellowstone - sud
- Contea di Golden Valley - ovest

### Evoluzione demografica

Situazione demografica

## Città principali
- Camp Three
- Klein
- Melstone
- Musselshell
- Roundup

## Strade principali
- U.S. Route 12
- U.S. Route 87

## Musei
- Musselshell Valley Historical Museum, su mvhm.us.